# Prvočíslo Sophie Germainové
Jako prvočíslo Sophie Germainové je označováno v teorii čísel každé prvočíslo {\displaystyle p}, pro které platí, že i {\displaystyle p'=2p+1} je prvočíslem. Tato prvočísla byla pojmenována po francouzské matematičce Sophii Germainové. Příslušnému prvočíslu {\displaystyle p'} se říká bezpečné prvočíslo, vzhledem k možnému využití v kryptografii.
Několik prvních prvočísel Sophie Germainové jsou 2, 3, 5, 11, 23, 29, 41, 53, 83, 89, 113, 131, 173 atd.
Předpokládá se, že prvočísel Sophie Germainové existuje nekonečně mnoho, ale zatím se to nepodařilo dokázat. Je však známo, že prvočíslem Sophie Germainové nemůže být žádné prvočíslo končící na číslo 7, jelikož po jeho vynásobení dvěma vyjde číslo končící na 4, a po přičtení 1 vyjde číslo končící na 5, a tato čísla jsou vždy dělitelná alespoň číslem 5.
Největší dosud známé prvočíslo Sophie Germainové je 2618163402417 × 21290000 − 1, které má 388342 desítkových číslic a bylo nalezeno v únoru 2016 sítí PrimeGrid. Druhé největší je 18543637900515 × 2666667 − 1, které má 200701 číslic a bylo nalezeno Philippem Bliedungem (PrimeGrid) v dubnu roku 2012.